# Гулакян, Армен Карапетович
Армен Карапетович (Карпович) Гулакя́н (арм. Արմեն Կարապետի Գուլակյան; 20 октября (1 ноября) 1899, Тифлис, Российская империя — 22 сентября 1960, Ереван, Армянская ССР, СССР) — армянский советский режиссёр, актёр, драматург и театральный деятель. Народный артист Армянской ССР (1940). Лауреат двух Сталинских премий второй степени (1946, 1950). Член ВКП(б) с 1941 года.

## Биография
Родился 20 октября (1 ноября) 1899 года в Тифлисе (ныне Тбилиси). Там же начал сценическую деятельность.
В 1921—1924 годах учился в Армянской драматической студии в Москве.
С 1925 года режиссёр Армянского театра в Тбилиси, с 1927 года — режиссёр, в 1930—1938 и 1944—1953 годах — главный режиссёр АрмАДТ театра имени Г. М. Сундукяна (Ереван).
В 1938—1945 и 1958—1960 годах — главный режиссёр АрмАТОБ имени А. А. Спендиарова в Ереване, в 1955—1956 годах — Ереванского РДТ имени К. С. Станиславского.
С 1944 года вёл педагогическую работу в Ереванском художественно-театральном институте (с 1947 года профессор). Депутат ВС СССР 2—3-го созывов (1946—1954).
Умер 22 сентября 1960 года в Ереване.

## Семья
Супруга — актриса Ереванского Драматического театра им. Сундукяна А. Я. Масчян. Внучатый племянник — кинокритик А. Н. Медведев.

## Театральные работы

### Армянский АДТ имени Г. М. Сундукяна
- 1927 — «Хатабала» Г. М. Сундукяна
- 1930 — «В кольце» В. Б. Вагаршяна
- 1933 — «Женитьба Фигаро» П. Бомарше
- 1934 — «Наполеон Коркотян» Д. К. Демирчяна
- 1935 — «Шах-наме» М. Джанана; «Гроза» А. Н. Островского
- 1940 — «Отелло» У. Шекспира
- 1949 — «Маскарад» М. Ю. Лермонтова
- 1950 — «Эти звёзды наши» Г. А. Тер-Григоряна и Л. Карагезяна
- 1951 — «Живой труп» Л. Н. Толстого

### Армянский АТОБ имени А. А. Спендиарова
- 1935 — «Ануш» А. Т. Тиграняна
- 1942 — «Иван Сусанин» М. И. Глинки
- 1943 — «Гугеноты» Дж. Мейербера
- 1945 — «Аршак Второй» Т. Г. Чухаджяна
- 1951 — «Давид-бек» А. Т. Тиграняна

### Ереванский РДТ имени К. С. Станиславского
- 1955 — «Из-за чести» А. М. Ширванзаде

## Пьесы
- «На заре» (1937)
- «Великая дружба» (1939)
- «Клад» (1940)
- «Дни, люди незабываемые» (1957)

## Награды и премии
- народный артист Армянской ССР (1940)
- Сталинская премия второй степени (1946) — за постановку оперного спектакля «Аршак Второй» Г. К. Чукаджяна в АрмАТОБ имени А. А. Спендиарова
- Сталинская премия второй степени (1950) — за постановку спектакля «Эти звёзды наши» Г. А. Тер-Григоряна и Л. Карагезяна АрмАДТ имени Г. М. Сундукяна
- орден Ленина (24.11.1945)
- орден Трудового Красного Знамени (04.11.1939) — «за выдающиеся заслуги в деле развития армянского театрального и музыкального искусства»
- орден «Знак Почёта» (27.06.1956)
- медали